# Grotta dell'olmo
Grotta dell'olmo storicamente nota anche come Zaccaria, è una località abitata del comune di Giugliano in Campania, nella città metropolitana di Napoli.. Il nome deriva dalla strada "via Grotta dell'olmo".

## Geografia fisica
Il borgo sorge nella zona sud-ovest del comune di Giugliano, ai confini con le località giuglianesi di Festinense, Ponte Riccio e Varcaturo e nelle vicinanze dei comuni di Quarto (frazione Castello Monteleone), Villaricca (frazione Torretta-Scalzapecora) e Qualiano, in un territorio agricolo prevalentemente pianeggiante caratterizzato dalla presenza di numerose masserie.

## Storia
Grotta dell'olmo era già abitato a tempi dell'antica Roma, ove ancora oggi sono presenti resti di antiche ville rustiche romane, dove veniva prodotta una pregiata agricoltura della Campania felix. 
Lungo via grotta dell'olmo era presente il "borgo Zaccaria" che dal 1711 al 1760 fu presieduto dalla famiglia Orineti, dal 1754 era noto come toponimo di Villaggio Zaccaria, feudo del Barone Don Giovan Battista Orineti. Nel XVIII secolo il villaggio ebbe numerose costruzioni architettoniche.. Nel 2020, fu in gran parte abbattuto, per dar spazio a un complesso residenziale, suscitando indignazione in tutta Italia.
Complessivamente la zona ha subito una forte cementificazione incontrollata. In molteplici aree sono sorti manufatti di edilizia spontanea, ma secondo la Pianificazione territoriale si tratta di area agricola.
Diverse sentenze di abbattimento dei manufatti abusivi hanno comportato l'azione delle ruspe.

## Monumenti e luoghi d'interesse
Nel villaggio sono presenti i resti di una Chiesa dedicata a S. Francesco d’Assisi, risalente al XVI secolo.